# Issa Rae
Pour les articles homonymes, voir Rae.
Issa Rae, née le 12 janvier 1985 à Los Angeles, en Californie, est une actrice, scénariste et productrice américaine.
Elle se fait notamment remarquer grâce à la web-série Awkward Black Girl (en) (2011-2013) dont elle est la créatrice.
Elle se fait connaître du grand public en étant la créatrice et l'héroïne de la série télévisée comique Insecure (2011-2019) qui est partiellement basée sur Awkward Black Girl,,. Ce succès l'installe dans le milieu du divertissement et lui vaut une vague de récompenses et nominations lors de cérémonies de remises de prix : elle remporte le Satellite Award de la meilleure actrice dans une série télévisée musicale ou comique. Et, elle est notamment proposée pour le Golden Globe ainsi que pour le Primetime Emmy Award.
Elle monte sa propre boîte de production, ColorCreative qui favorise l’émergence de jeunes talents afro-américains à Hollywood.

## Biographie

### Jeunesse et formation
Elle est d'ascendance afro-américaine par sa mère et sénégalaise du côté de son père. Ce dernier est pédiatre. Élevée entre Washington et Los Angeles, elle est diplômée de Stanford.

### Carrière

#### Débuts et web-séries
C'est sur Youtube qu'elle se fait remarquer, étant la créatrice de web-séries telles qu'Akward Black Girl, First et The Choir. Sa marque de fabrique est la lutte contre les stéréotypes. Elle n'hésite pas à mettre en scène les déboires de femme noire maladroite et attire ainsi de nombreux abonnés. Son ascension est aussi marquée par une collaboration avec Pharrell Williams qui fait appel à la scénariste pour alimenter sa propre web-série et lui permet d'apparaître dans le clip de son tube Happy.
Dès lors, Issa Rae va créer son site afin de diffuser le travail d'autres artistes, principalement afro-américains. En effet, ces projets ont pour but de remédier au problème de représentation des Afro-Américains à la télévision.
Sa première incursion sur grand écran, avec le drame indépendant A Bitter Lime, sorti en 2015, passe inaperçue. En revanche, dès l'année suivante, elle est propulsée au rang de star.

#### Révélation télévisuelle et percée au cinéma

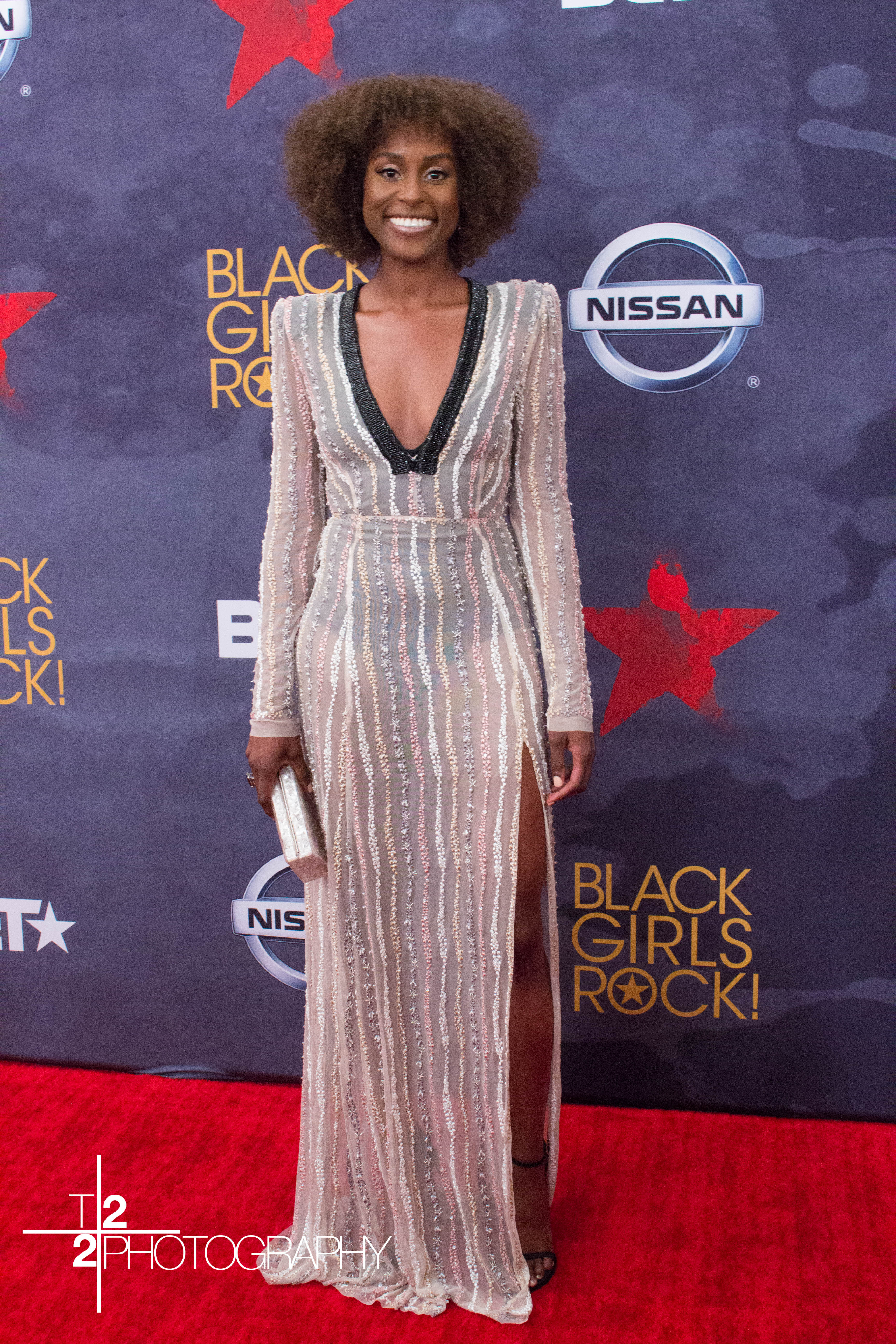
Lors de la 17e cérémonie des BET Awards, en 2017.

En 2016, elle accède à la notoriété et à la reconnaissance critique grâce à Insecure, une série télévisée créée pour HBO et dérivée de la web-série Awkward Black Girl. Son programme suit les aventures d'une jeune femme approchant la trentaine et remettant en question, sa vie et ses projets, à travers de nouvelles expériences.
En 2018, elle est un second rôle du drame porté par Amandla Stenberg, The Hate U Give : La Haine qu'on donne, qui est salué par les critiques. Elle décroche aussi le premier rôle d'une comédie romantique produite par Paul Feig, American Princess. Le 12 décembre, Issa Rae signe un contrat avec Columbia Pictures et sa propre compagnie de production, ColorCreative, pour favoriser l'émergence de jeunes talents afro-américains à Hollywood. La même année, elle apparaît dans le clip Nice for What de Drake et elle pratique le doublage pour la série d'animation à succès BoJack Horseman.
En 2019, forte d'une nouvelle popularité, elle développe sa carrière au cinéma. Elle joue dans Little, aux côtés de Regina Hall et Marsai Martin. Dans cette comédie aux faux airs de 30 ans sinon rien, elle incarne l'assistante d'une folle du travail victime d'un mauvais sort. Elle rejoint un drame romantique produit par les studios Universal Pictures, The Photograph, réalisé par Stella Meghie, aux côtés de l'acteur et rappeur Lakeith Stanfield.
En octobre 2019, Rae a été ajouté en tant qu'option vocale supplémentaire à Assistant Google. L'utilisateur pouvait y basculer en disant « Ok Google, parle comme Issa ». Issa Rae, par le biais de son nouveau label Raedio, s'est associée à Atlantic Records pour produire Kinda Love de la chanteuse-rappeuse TeaMarrr.
En 2020, elle est à l'affiche de The Lovebirds réalisé par Michael Showalter dont elle est aussi la productrice exécutive. Initialement prévue pour le cinéma, cette comédie romantique est distribuée par Netflix.
Parallèlement, elle n'en délaisse pas la télévision, en travaillant notamment sur une série pour le réseau HBO, A Black Lady Sketch Show dont les sketchs sont interprétés, écrits et réalisés par des femmes noires. Au casting, une pléiade d'actrice afro-américaines reconnues telles qu'Angela Bassett, Laverne Cox, Tia Mowry mais aussi sa partenaire d'Insecure, Yvonne Orji ou encore Aja Naomi King, Lena Waithe, Yvette Nicole Brown et Kelly Rowland.
Puis, elle joue sous la direction de Stella Meghie pour le drame romantique indépendant The Photograph, une production lui permettant de partager la vedette aux côtés de Chelsea Peretti, Lakeith Stanfield et Courtney B. Vance, qui est saluée par les critiques.
En 2023, elle interprète le rôle de Barbie présidence dans le film Barbie de Greta Gerwig,. 

## Vie privée
Discrète sur sa vie privée, Issa Rae annonce publiquement en 2019 s'être fiancée à son compagnon de longue date, un banquier sénégalais du nom de Louis Diame. En juillet 2021, ils officialisent leur union en se mariant en France à Saint-Jean-Cap-Ferrat.

## Filmographie

### Cinéma

#### Courts métrages
- 2014 : Absorption de Andrew DeYoung : La mariée 2[24]
- 2015 : Protect and Serve de Jai Tiggett : Policière (également productrice exécutive)
- 2019 : Hair Love de Matthew A. Cherry, Everett Downing Jr. et Bruce W. Smith : Maman (voix originale)

#### Longs métrages
- 2015 : A Bitter Lime de Max Orter : Jane Johnson
- 2018 : The Hate U Give : La Haine qu'on donne de George Tillman Jr. : April Ofrah
- 2019 : Little de Tina Gordon : April Williams
- 2020 : The Photograph de Stella Meghie : Mae
- 2020 : The Lovebirds) de Michael Showalter : Leilani (également productrice exécutive)
- 2021 : Vengeance de B. J. Novak
- 2023 : Spider-Man: Across the Spider-Verse de Joaquim Dos Santos, Kemp Powers et Justin K. Thompson : Spider-Woman / Jessica Drew (voix)
- 2023 : Barbie de Greta Gerwig : Barbie présidente
- 2023 : American Fiction de Cord Jefferson : Sintara Golden

### Télévision

#### Séries télévisées
- 2011 - 2013 : Awkward Black Girl (web-série, 24 épisodes - également productrice, scénariste et réalisatrice)
- 2012 : The Couple : Lisa (1 épisode)
- 2012 - 2013 : The Number : Lisa (6 épisodes)
- 2013 : Little Horribles : La meilleure amie (1 épisode - également productrice de 3 épisodes)
- 2013 : True Friendship Society : Mama Moth (1 épisode)
- 2013 : My Roommate the : J (1 épisode)
- 2013 : Instacurity : Issa (1 épisode)
- 2016 - 2020 : Insecure : Issa Dee (34 épisodes - également créatrice, scénariste et productrice)
- 2018 : BoJack Horseman : Dr Indira (voix, 2 épisodes)
- 2019 : A Black Lady Sketch Show : Trina / Butterfly / Daffodil Dunham (4 épisodes)
- 2020 : #BlackAF : elle-même (saison 1, épisode 5)
- 2022 : Roar : Wanda
- 2025 : Black Mirror : Brandy Friday ( saison 7, episode 3 )

### Clips vidéo
- 2013 : Happy de Pharrell Williams
- 2017 : Moonlight de Jay-Z
- 2018 : Nice for What de Drake
- 2020 : Lights On de D Smoke

### En tant que productrice
- 2012 : M.O. Diaries (Pilote)
- 2013 : The Misadventures of Awkard Black Girl (série télévisée, 1 épisode)
- 2013 : How Men Become Dogs (web-série, 9 épisodes)
- 2013 : Inside Web Séries (web-série documentaire, 6 épisodes)
- 2013 : Black Actress (Pilote)
- 2013 : Little Horribles (série télévisée, 3 épisodes)
- 2013 - 2014 : Roomieloverfriends (web-série, 4 épisodes)
- 2013 - 2015 : The Choir (web-série, 12 épisodes)
- 2014 : Hard Times de Tahir Jetter (court métrage)
- 2014 : So Jaded de Daven Baptiste (téléfilm)
- 2014 : Work with Girls de Tessa Blake (téléfilm)
- 2014 : Bleach de Victoria Mahoney (téléfilm)
- 2014 - 2015 : First (web-série, 11 épisodes)
- 2015 : Protect and Serve de Jai Tiggett (court métrage)
- 2015 : Get Your Life (série télévisée, 13 épisodes)
- 2016 : Killing Lazarus de Desmond Faison (film)
- 2016 - 2020 : Insecure (série télévisée, 34 épisodes)
- 2017 : Insecure: Due North (mini-série)
- 2019 : A Black Lady Sketch Show (série télévisée, 6 épisodes)
- 2020 : The Lovebirds de Michael Showalter (film)
- 2020 : Dark City Beneath the Beat de TT The Artist (documentaire)

### En tant que scénariste
- 2012 : The Misadventures of Awkard Black Girl (série télévisée, 1 épisode)
- 2013 - 2015 : The Choir (web-série, 12 épisodes)
- 2014 : Black Twitter Screening de Golnar Fakhrai (court métrage)

### En tant que réalisatrice
- 2013 : The Choir (web-série, 2 épisodes)

## Distinctions
Sauf indication contraire ou complémentaire, les informations mentionnées dans cette section proviennent de la base de données IMDb.

### Récompenses
- Black Reel Awards 2017 : meilleure actrice dans une série télévisée comique pour Insecure
- NAMIC Vision Awards 2017 : meilleure actrice dans une série télévisée comique pour Insecure
- Black Reel Awards 2018 : meilleure actrice dans une série télévisée comique pour Insecure
- Gracie Allen Awards 2018 : meilleure actrice dans une série télévisée comique pour Insecure
- Black Reel Awards 2019 : meilleure actrice dans une série télévisée comique pour Insecure
- Satellite Awards 2019 : meilleure actrice dans une série télévisée musicale ou comique pour Insecure
- BET Awards 2020 : meilleure actrice dans une série télévisée pour Insecure
- Black Reel Awards 2020 : meilleure actrice dans une série télévisée comique pour Insecure

### Nominations
- BET Awards 2017 : meilleure actrice pour Insecure
- Black Reel Awards 2017 : 
  - meilleure série comique pour Insecure
  - meilleur scénario pour une série comique dans Insecure
- Golden Globes 2017 : meilleure actrice dans une série télévisée musicale ou comique pour Insecure
- Gold Derby Awards 2017 : 
  - meilleure actrice dans une série télévisée comique pour Insecure
  - révélation de l'année
- MTV Movie & TV Awards 2017 : Next Generation pour Insecure
- NAACP Image Awards 2017 : 
  - meilleure actrice dans une série télévisée comique pour Insecure
  - meilleur scénario pour une série comique dans Insecure, nomination partagée avec Larry Wilmore
- Satellite Awards 2017 : meilleure actrice dans une série télévisée musicale ou comique pour Insecure
- Television Critics Association Awards 2017 : meilleure actrice dans une série télévisée comique pour Insecure
- BET Awards 2018 : meilleure actrice pour Insecure
- Black Reel Awards 2018 : 
  - meilleure série comique pour Insecure
  - meilleur scénario pour une série comique dans Insecure
- Golden Globes 2018 : meilleure actrice dans une série télévisée musicale ou comique pour Insecure
- Gold Derby Awards 2018 : meilleure actrice dans une série télévisée comique pour Insecure
- MTV Movie & TV Awards 2018 : meilleure actrice dans une série télévisée pour Insecure
- NAACP Image Awards 2018 : 
  - meilleure actrice dans une série télévisée comique pour Insecure
  - meilleur scénario pour une série comique dans Insecure
  - Entertainer of the Year Award
- Primetime Emmy Awards 2018 : meilleure actrice dans une série télévisée comique pour Insecure
- NAACP Image Awards 2019 :
  - meilleure actrice dans une série télévisée comique pour Insecure
  - meilleur doublage pour BoJack Horseman
- BET Awards 2019 : meilleure actrice pour Insecure
- Black Reel Awards 2019 : meilleure scénario pour une série comique dans Insecure
- Critics' Choice Movie Awards 2019 : meilleure actrice dans une série télévisée comique pour Insecure
- Primetime Emmy Awards 2020 : meilleure actrice dans une série télévisée comique pour Insecure
- People's Choice Awards 2020 :
  - meilleure actrice dans un film dramatique pour The Photograph
  - meilleure actrice dans une série télévisée comique pour Insecure
  - meilleure actrice dans un film pour The Lovebirds
  - meilleure actrice dans un film comique pour The Lovebirds
- Gold Derby Awards 2020 : meilleure actrice dans une série télévisée comique pour Insecure
- Television Critics Association Awards 2020 : meilleure actrice dans une série télévisée comique pour Insecure
- Critics' Choice Movie Awards 2021 : Meilleure actrice dans une série comique pour Insecure [26]